# Major League Soccer 2025
Die 30. Major-League-Soccer-Saison wurde am 22. Februar 2025 eröffnet. Die Regular Season soll am 19. Oktober 2025 enden. Das MLS-Cup-Finale ist noch nicht terminiert, in der vergangenen Spielzeit fand es Anfang Dezember statt.

## Änderungen gegenüber der Saison 2024
San Diego FC wurde als 30. Mitglied neu in die Liga aufgenommen und der Western Conference zugeordnet. Die Western Conference wächst auf 15 Mannschaften an, damit haben erstmals seit 2022 beide Conferences wieder die gleiche Anzahl an Mannschaften.

## Teilnehmende Mannschaften
In der Saison 2025 nehmen 30 Franchises am Spielbetrieb teil. 27 der 30 Franchises sind in den Vereinigten Staaten, drei in Kanada beheimatet. Die auf der Karte mit einem blauen Punkt markierten Mannschaften spielen in der Western, die mit einem roten Punkt markierten in der Eastern Conference.
| Franchise              | Standort                    | Stadion                    | Kapazität |
| ---------------------- | --------------------------- | -------------------------- | --------- |
| Atlanta United         | Atlanta, Georgia            | Mercedes-Benz Stadium      | 42.500    |
| Austin FC              | Austin, Texas               | Q2 Stadium                 | 20.738    |
| Charlotte FC           | Charlotte, North Carolina   | Bank of America Stadium    | 40.000    |
| Chicago Fire           | Chicago, Illinois           | Soldier Field              | 61.500    |
| FC Cincinnati          | Cincinnati, Ohio            | TQL Stadium                | 26.000    |
| Colorado Rapids        | Commerce City, Colorado     | Dick’s Sporting Goods Park | 18.086    |
| Columbus Crew          | Columbus, Ohio              | Lower.com Field            | 20.011    |
| D.C. United            | Washington, D.C.            | Audi Field                 | 20.000    |
| FC Dallas              | Frisco, Texas               | Toyota Stadium             | 20.500    |
| Houston Dynamo         | Houston, Texas              | Shell Energy Stadium       | 22.039    |
| LA Galaxy              | Carson, Kalifornien         | Dignity Health Sports Park | 27.000    |
| Los Angeles FC         | Los Angeles, Kalifornien    | BMO Stadium                | 22.000    |
| Inter Miami            | Fort Lauderdale, Florida    | Chase Stadium              | 21.000    |
| Minnesota United       | Golden Valley, Minnesota    | Allianz Field              | 19.400    |
| CF Montreal            | Montreal, Québec            | Stade Saputo               | 20.801    |
| Nashville SC           | Nashville, Tennessee        | Geodis Park                | 30.000    |
| New England Revolution | Foxborough, Massachusetts   | Gillette Stadium           | 20.000    |
| New York City FC       | New York City, New York     | Yankee Stadium             | 33.444    |
| New York Red Bulls     | Harrison, New Jersey        | Red Bull Arena             | 25.000    |
| Orlando City           | Orlando, Florida            | Inter&Co Stadium           | 25.500    |
| Philadelphia Union     | Chester, Pennsylvania       | Subaru Park                | 18.500    |
| Portland Timbers       | Portland, Oregon            | Providence Park            | 25.218    |
| Real Salt Lake         | Sandy, Utah                 | America First Field        | 20.213    |
| San Diego FC           | San Diego, Kalifornien      | Snapdragon Stadium         | 35.000    |
| San José Earthquakes   | San José, Kalifornien       | PayPal Park                | 18.000    |
| Seattle Sounders       | Seattle, Washington         | Lumen Field                | 38.300    |
| Sporting Kansas City   | Kansas City, Missouri       | Children’s Mercy Park      | 18.467    |
| St. Louis City         | St. Louis, Missouri         | Citypark                   | 22.500    |
| Toronto FC             | Toronto, Ontario            | BMO Field                  | 30.991    |
| Vancouver Whitecaps    | Vancouver, British Columbia | BC Place Stadium           | 21.000    |

## Regular Season

### Modus
Jede Mannschaft spielte insgesamt 34 Spiele, davon 17 Heim- und 17 Auswärtsspiele. Jede Mannschaft spielt je zwei Spiele gegen jede andere Mannschaft der eigenen Conference sowie sechs Spiele gegen Mannschaften aus der anderen Conference.
Die Regular Season begann am 22. Februar 2025 und wird voraussichtlich am 19. Oktober 2025 enden. Zwischen dem 15. Juni bis zum 24. Juni wird es eine Spielpause für die FIFA-Klub-Weltmeisterschaft und dem CONCACAF Gold Cup 2025 geben, welche beide zeitgleich in den USA ausgetragen werden.
Nach der Regular Season nehmen neun Mannschaften pro Conference an den Play-offs teil. Die 1. Runde der Play-offs wird in einem Best-of-Three-Format ausgespielt, an dem die sieben besten jeder Conference sowie der Gewinner der Wildcard-Runde teilnehmen. In dieser spielen die Acht- und Neuntplatzierten einer Conference gegeneinander. Die Conference-Halbfinals, -Finals und der MLS Cup werden im K.o.-System gespielt. Hierbei hat das in der Regular Season höher platzierte Team Heimrecht.

### Tabellen

#### Eastern Conference
| Pl.                    | Verein                 | Sp. | S  | U  | N  | Tore    | Diff. | Punkte | Anm.    |
| ---------------------- | ---------------------- | --- | -- | -- | -- | ------- | ----- | ------ | ------- |
| 1.                     | FC Cincinnati          | 27  | 16 | 4  | 7  | 042:340 | +8    | 52     | PO / CL |
| 2.                     | Philadelphia Union     | 27  | 15 | 6  | 6  | 044:260 | +18   | 51     | PO      |
| 3.                     | Nashville SC           | 27  | 14 | 5  | 8  | 044:310 | +13   | 47     | PO      |
| 4.                     | Orlando City           | 27  | 13 | 8  | 6  | 053:350 | +18   | 47     | PO      |
| 5.                     | Inter Miami            | 24  | 13 | 6  | 5  | 053:390 | +14   | 45     | PO      |
| 6.                     | Columbus Crew          | 26  | 12 | 9  | 5  | 042:370 | +5    | 45     | PO      |
| 7.                     | Charlotte FC           | 27  | 14 | 2  | 11 | 045:390 | +6    | 44     | PO      |
| 8.                     | New York City FC       | 25  | 12 | 5  | 8  | 036:300 | +6    | 41     | WC      |
| 9.                     | Chicago Fire           | 26  | 11 | 6  | 9  | 050:440 | +6    | 39     | WC      |
| 10.                    | New York Red Bulls     | 27  | 11 | 6  | 10 | 042:370 | +5    | 39     |         |
| 11.                    | New England Revolution | 26  | 7  | 7  | 12 | 033:370 | −4    | 28     |         |
| 12.                    | Toronto FC             | 26  | 5  | 8  | 13 | 027:340 | −7    | 23     |         |
| 13.                    | Atlanta United         | 26  | 4  | 10 | 12 | 031:490 | −18   | 22     |         |
| 14.                    | CF Montréal            | 27  | 4  | 8  | 15 | 025:480 | −23   | 20     |         |
| 15.                    | D.C. United            | 27  | 4  | 8  | 15 | 023:520 | −29   | 20     |         |
| Stand: 19. August 2025 |                        |     |    |    |    |         |       |        |         |

| Zum Ende der regulären Saison: |                                                   |
| CL                             | Qualifikation für den CONCACAF Champions Cup 2026 |
| PO                             | Qualifikation für die 1. Runde der Play-offs      |
| WC                             | Qualifikation für die Wildcard-Runde              |

#### Western Conference
| Pl.                    | Verein               | Sp. | S  | U | N  | Tore    | Diff. | Punkte | Anm.    |
| ---------------------- | -------------------- | --- | -- | - | -- | ------- | ----- | ------ | ------- |
| 1.                     | San Diego FC         | 27  | 16 | 4 | 7  | 052:330 | +19   | 52     | PO / CL |
| 2.                     | Minnesota United     | 27  | 13 | 8 | 6  | 044:300 | +14   | 47     | PO      |
| 3.                     | Vancouver Whitecaps  | 26  | 13 | 7 | 6  | 044:290 | +15   | 46     | PO      |
| 4.                     | Seattle Sounders     | 26  | 11 | 8 | 7  | 043:360 | +7    | 41     | PO      |
| 5.                     | Los Angeles FC       | 24  | 11 | 7 | 6  | 043:300 | +13   | 40     | PO      |
| 6.                     | Portland Timbers     | 26  | 10 | 7 | 9  | 035:370 | −2    | 37     | PO      |
| 7.                     | Colorado Rapids      | 27  | 10 | 6 | 11 | 036:410 | −5    | 36     | PO      |
| 8.                     | Austin FC            | 25  | 9  | 8 | 8  | 024:290 | −5    | 35     | WC      |
| 9.                     | San José Earthquakes | 27  | 8  | 8 | 11 | 050:470 | +3    | 32     | WC      |
| 10.                    | Real Salt Lake       | 26  | 9  | 4 | 13 | 027:330 | −6    | 31     |         |
| 11.                    | FC Dallas            | 26  | 7  | 8 | 11 | 038:460 | −8    | 29     |         |
| 12.                    | Houston Dynamo       | 26  | 7  | 8 | 11 | 033:420 | −9    | 29     |         |
| 13.                    | Sporting Kansas City | 26  | 6  | 6 | 14 | 037:500 | −13   | 24     |         |
| 14.                    | St. Louis City       | 26  | 5  | 6 | 15 | 029:440 | −15   | 21     |         |
| 15.                    | LA Galaxy            | 26  | 3  | 7 | 16 | 029:550 | −26   | 16     |         |
| Stand: 19. August 2025 |                      |     |    |   |    |         |       |        |         |

| Zum Ende der regulären Saison: |                                                   |
| CL                             | Qualifikation für den CONCACAF Champions Cup 2026 |
| PO                             | Qualifikation für die 1. Runde der Play-offs      |
| WC                             | Qualifikation für die Wildcard-Runde              |

#### Gesamttabelle
Die Gesamttabelle bildet die Leistung aller 30 Teilnehmer während der Regular Season im Vergleich ab. Der Erstplatzierte gewinnt den MLS Supporters’ Shield und qualifiziert sich für die CONCACAF Champions League.
| Pl.                    | Verein                 | Sp. | S  | U  | N  | Tore    | Diff. | Punkte |
| ---------------------- | ---------------------- | --- | -- | -- | -- | ------- | ----- | ------ |
| 1.                     | San Diego FC           | 27  | 16 | 4  | 7  | 052:330 | +19   | 52     |
| 2.                     | FC Cincinnati          | 27  | 16 | 4  | 7  | 042:340 | +8    | 52     |
| 3.                     | Philadelphia Union     | 27  | 15 | 6  | 6  | 044:260 | +18   | 51     |
| 4.                     | Nashville SC           | 27  | 14 | 5  | 8  | 044:310 | +13   | 47     |
| 5.                     | Orlando City           | 27  | 13 | 8  | 6  | 053:350 | +18   | 47     |
| 6.                     | Minnesota United       | 27  | 13 | 8  | 6  | 044:300 | +14   | 47     |
| 7.                     | Vancouver Whitecaps    | 26  | 13 | 7  | 6  | 044:290 | +15   | 46     |
| 8.                     | Inter Miami            | 24  | 13 | 6  | 5  | 053:390 | +14   | 45     |
| 9.                     | Columbus Crew          | 26  | 12 | 9  | 5  | 042:370 | +5    | 45     |
| 10.                    | Charlotte FC           | 27  | 14 | 2  | 11 | 045:390 | +6    | 44     |
| 11.                    | New York City FC       | 25  | 12 | 5  | 8  | 036:300 | +6    | 41     |
| 12.                    | Seattle Sounders       | 26  | 11 | 8  | 7  | 043:360 | +7    | 41     |
| 13.                    | Los Angeles FC         | 24  | 11 | 7  | 6  | 043:300 | +13   | 40     |
| 14.                    | Chicago Fire           | 26  | 11 | 6  | 9  | 050:440 | +6    | 39     |
| 15.                    | New York Red Bulls     | 27  | 11 | 6  | 10 | 042:370 | +5    | 39     |
| 16.                    | Portland Timbers       | 26  | 10 | 7  | 9  | 035:370 | −2    | 37     |
| 17.                    | Colorado Rapids        | 27  | 10 | 6  | 11 | 036:410 | −5    | 36     |
| 18.                    | Austin FC              | 25  | 9  | 8  | 8  | 024:290 | −5    | 35     |
| 19.                    | San José Earthquakes   | 27  | 8  | 8  | 11 | 050:470 | +3    | 32     |
| 20.                    | Real Salt Lake         | 26  | 9  | 4  | 13 | 027:330 | −6    | 31     |
| 21.                    | FC Dallas              | 26  | 7  | 8  | 11 | 038:460 | −8    | 29     |
| 22.                    | Houston Dynamo         | 26  | 7  | 8  | 11 | 033:420 | −9    | 29     |
| 23.                    | New England Revolution | 26  | 7  | 7  | 12 | 033:370 | −4    | 28     |
| 24.                    | Sporting Kansas City   | 26  | 6  | 6  | 14 | 037:500 | −13   | 24     |
| 25.                    | Toronto FC             | 26  | 5  | 8  | 13 | 027:340 | −7    | 23     |
| 26.                    | Atlanta United         | 26  | 4  | 10 | 12 | 031:490 | −18   | 22     |
| 27.                    | St. Louis City         | 26  | 5  | 6  | 15 | 029:440 | −15   | 21     |
| 28.                    | CF Montréal            | 27  | 4  | 8  | 15 | 025:480 | −23   | 20     |
| 29.                    | D.C. United            | 27  | 4  | 8  | 15 | 023:520 | −29   | 20     |
| 30.                    | LA Galaxy              | 26  | 3  | 7  | 16 | 029:550 | −26   | 16     |
| Stand: 19. August 2025 |                        |     |    |    |    |         |       |        |

| Zum Ende der regulären Saison: |                                                        |
| CL                             | Qualifikation für den CONCACAF Champions Cup 2025      |
| WM                             | Qualifikation für die FIFA-Klub-Weltmeisterschaft 2025 |
| OC                             | Qualifikation für den US Open Cup 2025                 |

## MLS Cup Play-offs
Die MLS Cup Play-offs 2025 beginnen mit den Spielen der Wildcard-Runde voraussichtlich Ende Oktober und enden mit dem Finale. In Klammern ist die Platzierung in der jeweiligen Conference-Tabelle aus der Regular Season angegeben. Die ranghöhere Mannschaft hat stets Heimrecht.

### Wildcard-Runde
Eastern Conference
| Datum        |            | Ergebnis |            |
| ------------ | ---------- | -------- | ---------- |
| Oktober 2025 | noch offen | -:-      | noch offen |

Western Conference
| Datum        |            | Ergebnis |            |
| ------------ | ---------- | -------- | ---------- |
| Oktober 2025 | noch offen | -:-      | noch offen |

### 1. Runde
Eastern Conference
|                                  | Serie | Spiel 1 | Spiel 2 | Spiel 3 |
| -------------------------------- | ----- | ------- | ------- | ------- |
| noch offen [1] – noch offen [WC] | 0:0   | -:-     | -:-     | -:-     |
| noch offen [2] – noch offen [7]  | 0:0   | -:-     | -:-     | -:-     |
| noch offen [3] – noch offen [6]  | 0:0   | -:-     | -:-     | -:-     |
| noch offen [4] – noch offen [5]  | 0:0   | -:-     | -:-     | -:-     |

Western Conference
|                                  | Serie | Spiel 1 | Spiel 2 | Spiel 3 |
| -------------------------------- | ----- | ------- | ------- | ------- |
| noch offen [1] – noch offen [WC] | 0:0   | -:-     | -:-     | -:-     |
| noch offen [2] – noch offen [7]  | 0:0   | -:-     | -:-     | -:-     |
| noch offen [3] – noch offen [6]  | 0:0   | -:-     | -:-     | -:-     |
| noch offen [4] – noch offen [5]  | 0:0   | -:-     | -:-     | -:-     |

### Conference-Halbfinale
Eastern Conference
| Datum         |            | Ergebnis |            |
| ------------- | ---------- | -------- | ---------- |
| November 2025 | noch offen | -:-      | noch offen |
| November 2025 | noch offen | -:-      | noch offen |

Western Conference
| Datum         |            | Ergebnis |            |
| ------------- | ---------- | -------- | ---------- |
| November 2025 | noch offen | -:-      | noch offen |
| November 2025 | noch offen | -:-      | noch offen |

### Conference-Finale
Eastern Conference
| Datum         |            | Ergebnis |            |
| ------------- | ---------- | -------- | ---------- |
| Dezember 2025 | noch offen | -:-      | noch offen |

Western Conference
| Datum         |            | Ergebnis |            |
| ------------- | ---------- | -------- | ---------- |
| Dezember 2025 | noch offen | -:-      | noch offen |

### MLS-Cup-Finale
Heimrecht im Finalspiel hat die Mannschaft, die in der Gesamttabelle der Regular Season besser abgeschnitten hat. In der vergangenen Saison fand das Spiel im Dignity Health Sports Park in Carson, Kalifornien statt.
| noch offen       | noch offen             | noch offen             | noch offen |
| ---------------- | ---------------------- | ---------------------- | ---------- |
| noch offen       | \| Datum noch offen \| | \| Datum noch offen \| | noch offen |
| Datum noch offen |                        |                        |            |